# Romeo and Juliet (1954)
Romeo and Juliet (bra: Romeu e Julieta) é mais uma adaptação cinematográfica de Romeu e Julieta, de Shakespeare. Esta é ítalo-britânica e dirigida por Renato Castellani.
No elenco, estão Laurence Harvey, Susan Shentall e John Gielgud, entre outros.